# Vicente Esquerdo
Vicente Esquerdo Santas, noto semplicemente come Vicente Esquerdo (Calp, 2 gennaio 1999), è un calciatore spagnolo, centrocampista del Ponferradina.

## Caratteristiche tecniche
È un centrocampista offensivo, abile nell'impostazione del gioco e dotato di un buon tiro dalla distanza. Viene paragonato a Daniel Parejo.

## Carriera
Nato a Calp nella Comunità Valenciana, è entrato a far parte della Cantera del Valencia nel 2014, proveniente dal Ciudad de Benidorm. Nel 2018 è stato promosso nella squadra riserve, dove ha debuttato nel calcio professionistico disputando l'incontro di Segunda División B vinto 2-0 contro l'Ebro. Il 24 novembre seguente ha invece segnato il suo primo gol, utile per dare il via alla rimonta contro il Conquense, incontro terminato 2-2.
Divenuto titolare nella stagione successiva, a partire dall'autunno del 2019 ha iniziato ad essere aggregato alla prima squadra, con cui ha debuttato il 30 novembre sostituendo Francis Coquelin nei minuti finali del match vinto 2-1 contro il Villarreal. Il 21 settembre 2020 ha rinnovato il proprio contratto con il club valenciano  firmando fino al 2024.

## Statistiche
Statistiche aggiornate al 29 settembre 2020.

### Presenze e reti nei club
| Stagione        | Squadra           | Campionato      | Campionato | Campionato | Coppe nazionali | Coppe nazionali | Coppe nazionali | Coppe continentali | Coppe continentali | Coppe continentali | Altre coppe | Altre coppe | Altre coppe | Totale | Totale | Totale |
| Stagione        | Squadra           | Comp            | Pres       | Reti       | Comp            | Pres            | Reti            | Comp               | Pres               | Reti               | Comp        | Pres        | Reti        | Pres   | Reti   |        |
| --------------- | ----------------- | --------------- | ---------- | ---------- | --------------- | --------------- | --------------- | ------------------ | ------------------ | ------------------ | ----------- | ----------- | ----------- | ------ | ------ | ------ |
| 2018-2019       | Valencia Mestalla | SDB             | 28         | 1          |                 | -               | -               |                    | -                  | -                  |             | -           | -           | 28     | 1      |        |
| 2019-2020       | Valencia Mestalla | SDB             | 24         | 2          |                 | -               | -               |                    | -                  | -                  |             | -           | -           | 24     | 2      |        |
| 2019-2020       | Valencia          | PD              | 3          | 0          | CR              | 1               | 0               | UCL                | 0                  | 0                  |             | -           | -           | 4      | 0      |        |
| 2020-2021       | Valencia          | PD              | 3          | 0          | CR              | 0               | 0               |                    | -                  | -                  |             | -           | -           | 3      | 0      |        |
| Totale carriera | Totale carriera   | Totale carriera | 58         | 3          |                 | 1               | 0               |                    | 0                  | 0                  |             | -           | -           | 59     | 0      |        |